# Anoplistes forticornis
Anoplistes forticornis là một loài bọ cánh cứng trong họ Cerambycidae.